# Стрекоза красная
Стрекоза красная, или белоноска красноватая, белонос красноватый, (лат. Leucorrhinia rubicunda) — вид разнокрылых стрекоз из семейства настоящих стрекоз (Libellulidae).

## Описание

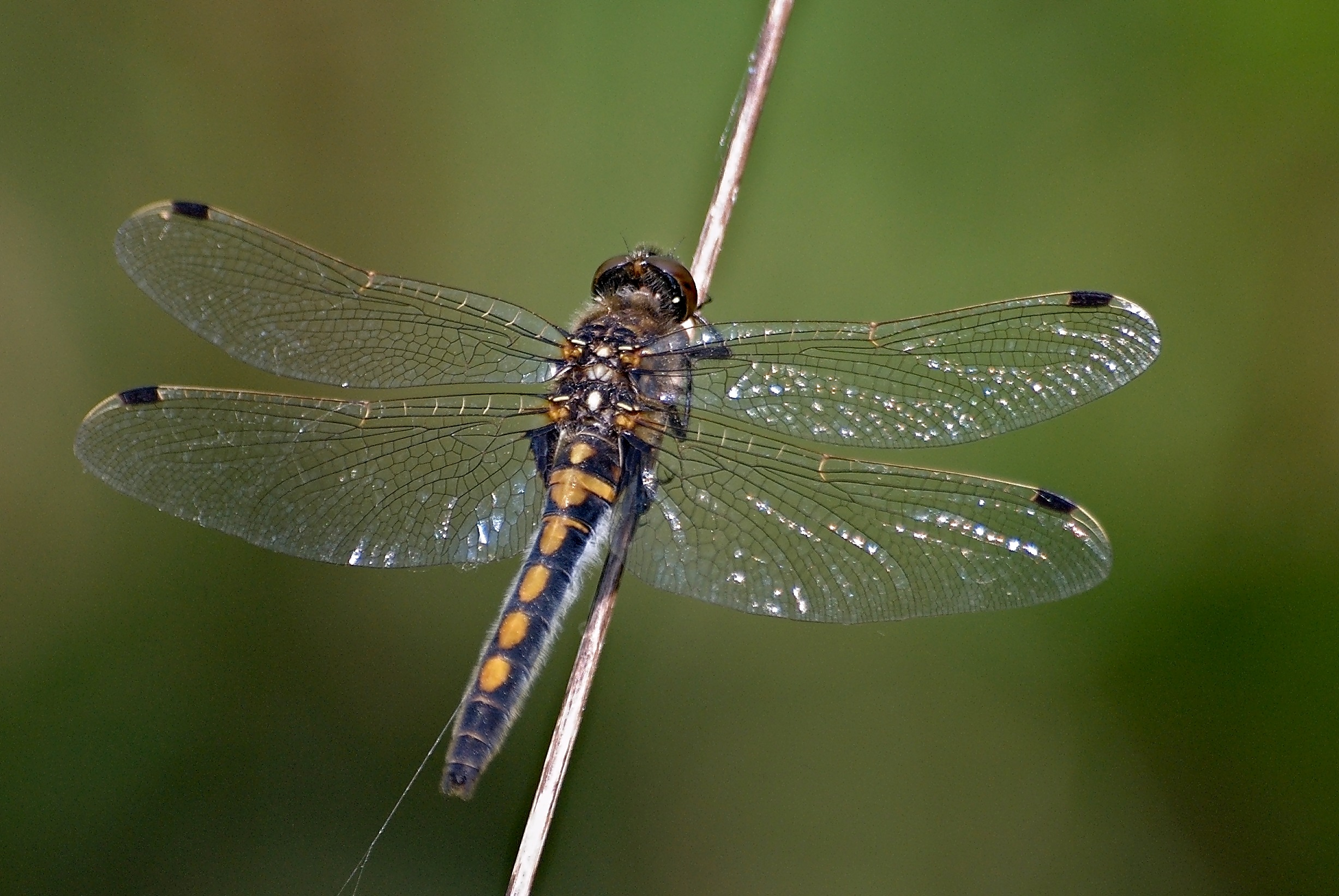
Самка

Длина 31—38 мм, брюшко 23—28 мм, заднее крыло 27—31 мм. Нижняя губа чёрного цвета. VII брюшное кольцо имеет пятно, не выделяющееся по цвету и не достигающее заднего края кольца. Грудь между основаниями крыльев красного цвета. Костальная жилка крыла вплоть до узелка и сам узелок беловатые. Основание задних крыльев имеет тёмое непрозрачное пятно. Жилкование крыльев тёмное. Птеростигма красного цвета. У самца пятно на VII тергите красное, не контрастирующее с другими красными пятнами на брюшке и не достигающее заднего края сегмента. Молодые самцы с охристо-жёлтыми пятнами. У самки брюшко на верхней стороне с охристо-жёлтыми пятнами.

## Ареал
Северная и средняя полосы Европы и Западной Сибири.
На Украине в литературных источниках конца XIX-начала XX века приводился для Западной Лесостепи, Прикарпатье, Житомирской, Киевской и Черниговской областей. Очень редкий вид на территории страны. О его нахождения после 1940-х годов сведений нет.

## Биология
Время лёта: конец мая — начало августа. Вид встречается около различных типов кислых стоячих водоёмов с обедненной водой и без густой растительности, преимущественно окруженных лесом. Местами на юге ареала вид может быть встречен в мезотрофных водоёмах с обильной растительностью.